# Ying Fo Fui Kun
Ying Fo Fui Kun is de oudste Hakka geboortestreekvereniging van Singapore. Het werd in 1822 opgericht door Chinezen van Hakka afkomst. Hun verenigingsgebouw werd in 1881 gebouwd en staat in het centrum van Singapore. In het begin was het gebouw ook een tempel. Het werd beheerd door Hakka migranten die hun jiaxiang in Jiaying hadden.  Van 195 tot 1971 bestond de Ying Sin School (應新學校) in het verenigingsgebouw. Dat was een Chinese school waar les werd gegeven in de Chinese taal en cultuur aan kinderen van Chinese afkomst.